# بزرگراه ۴۰۴ انتاریو
بزرگ‌راه ۴۰۴ انتاریو (انگلیسی: Ontario Highway 404) بزرگراهی از بزرگراه‌های سری ۴۰۰ در استان انتاریو کانادا است که بزرگ‌راه ۴۰۱ انتاریو و دون ولی پارک وی (DVP) در تورنتو را با گویلمبری شرقی تورنتو به هم متصل می‌کند.